# Szum (powiat namysłowski)
Szum – osada leśna w Polsce, położona w województwie opolskim, w powiecie namysłowskim, w gminie Pokój.